# Морфогенез
Морфогене́з (англ. morphogenesis ← др.-греч. μορφή «форма» + γένεσις «возникновение»: буквально «формообразование») — возникновение и развитие органов, систем и частей тела организмов как в индивидуальном (онтогенез), так и в историческом, или эволюционном, развитии (филогенез). Изучение особенностей морфогенеза на разных этапах онтогенеза в целях управления развитием организмов составляет основную задачу биологии развития, а также генетики, молекулярной биологии, биохимии, эволюционной физиологии, и связано с изучением закономерностей наследственности.
Процесс морфогенеза контролирует организованное пространственное распределение клеток во время эмбрионального развития организма. Морфогенез может проходить также и в зрелом организме, в клеточных культурах или опухолях. Морфогенез также описывает развитие неклеточных форм жизни, у которых нет эмбриональной стадии в их жизненном цикле. Морфогенез описывает эволюцию структур тела в пределах таксономической группы.
Морфогенетический ответ в организме может быть вызван гормонами, окружающими химическими сигналами широкого диапазона: от продуктов жизнедеятельности других клеток и организмов до токсических веществ и радионуклидов, или механическими воздействиями.
Существует также второе толкование понятия морфогене́з. Это динамика морфологических изменений в тканях при патологических процессах и болезнях. Изучать такую динамику возможно на экспериментальных моделях различных процессов и болезней. Без знания морфогенеза в указанном смысле невозможно в полном объеме познать патогенез целого патологического процесса или болезни.

## История
Некоторые из самых ранних идей того, как физические процессы и математические ограничения влияют на биологический рост, были высказаны Д’Арси Вентвортом Томпсоном и Аланом Тьюрингом. Так, в 1952 году Тьюринг опубликовал работу под названием «Химическая основа морфогенеза», где впервые математически описывается процесс самоорганизации материи. Работы этих авторов постулировали наличие в процессе роста клеток и организмов химических сигналов и физико-химических процессов, таких как диффузия, активация и деактивация. Более полное понимание механизмов морфогенеза пришло с изучением ДНК, молекулярной биологии и биохимии, молекулярных механизмов регуляции работы генов.

## Молекулярный уровень
Вещества, оказывающие влияние на морфогенез, называют морфогенами. Морфогены — функциональное, а не химическое понятие, так что простые химические вещества, такие как ретиноевая кислота может также выступать морфогеном.
Важный класс морфогенов — факторы транскрипции, определяющие судьбу клетки путём взаимодействия с ДНК. Факторы транскрипции катализируют транскрипцию определенных генов, участвующих в клеточной дифференцировке, а также генов других факторов транскрипции. Таким образом, происходит регуляция экспрессии генов по каскадному принципу.
Другой класс морфогенов — вещества, контролирующие межклеточные контакты, в том числе агрегацию клеток. Например, во время гаструляции некоторые клетки зародыша утрачивают межклеточные контакты, становятся способными к миграции, занимают новое положение в эмбрионе, где они могут снова образовать межклеточные контакты и сформировать ткани и органы.

## Клеточный уровень
Морфогенез возникает из-за изменений в клеточной структуре или из-за взаимодействий клеток в тканях. По современным представлениям связующим звеном контроля и регуляции между клеткой и целостным организмом является ниша стволовой клетки. Клетки некоторых типов сортируются. Это означает, что клетки собираются в кластеры так, чтобы максимизировать контакт с клетками того же типа (см. агрегация клеток). Два хорошо известных типа таких клеток — эпителиальные и мезенхимальные. В процессе эмбрионального развития происходят несколько событий клеточной дифференцировки, когда мезенхимальные клетки становятся эпителиальными и наоборот (см. Эпителиально-мезенхимальный переход). При этом клетки могут мигрировать из эпителия и ассоциироваться с другими подобными клетками в новом месте.

## Эуметазои
Морфогенез многоклеточных, особенно эмбриональный период, является сложным процессом. Репродуктивная система животных, выполняющая важнейшую функцию — воспроизводство биосистем, осуществляет процессы выработки гамет и оплодотворение, а у организмов с внутриутробным развитием дополнительно обеспечивает условия для нормального протекания морфогенеза. Происходит формирование морфогенетического поля в кортикальном слое яйцеклетки, затем — образование бластомеров, которые при жестко детерминированном процессе гаструляции располагаются по отношению друг к другу оптимальным образом впоследствии формируется соединительная ткань, позднее к ней подключается нервная система.